# 郡侯
郡侯，是中国古代的一种封爵。西晋始置，明朝初年废除。

## 西晉
晉武帝泰始元年（265年），始設郡侯一爵，为侯爵的第一等，如不满五千户王，封國改太守為相。置妾6人。印綬為金章、青朱绶，冠服為三梁冠、三采纂、七縫皮牟、七斿旗、七旒冕。
郡侯的國官有：
- 相：1人，第五品
- 三卿：
  - 郎中令：1人，第六品
  - 中尉：1人，第六品，领军1100人
  - 大农：1人，第六品
- 上军将军：1人，第六品，
- 四令：
  - 典書令：1人，第八品
    - 典書令丞：1人

  - 典祠令：1人，第八品
  - 典衛令：1人，第八品
  - 學官令：1人，第八品
- 陵長：1人，第九品
- 廟長：1人，第九品
- 牧長：1人，第九品
- 謁者：4人，第九品
- 中大夫：6人，第九品
- 典醫丞：1人，第九品
- 典府丞：1人，第九品
- 治書：4人
- 舍人：10人
- 世子庶子：1人

封郡侯者有：
- 南城侯羊祜，让爵不受
- 济北侯荀勖，荀辑、荀畯、荀识袭爵
- 东平侯苟晞
- 孙弼
- 孙辅
- 孙髦
- 孙琰

## 北魏
孝文帝太和十六年（492年），推行爵制改革，將五等爵分為開國爵、散爵兩類。開國郡侯為實封，享有食邑，開國置官屬，封地改太守為相。太和十九年（495年）左右後廢開國郡侯一爵。舊制郡公降為散郡侯，為虛封，無食邑和官屬，太和二十三年（499年）制定的《後職員令》中散侯為从第二品。

## 晚唐至明
晚唐增設開國郡侯一爵，宋、遼、金、元延设，明朝初年废除。